# Zwirynećka
Zwirynećka (ukr. Звіринецька) – jedna ze stacji kijowskiego metra na linii Syrećko-Peczerśka. Została otwarta 30 grudnia 1991. 
Stacja została zaprojektowane przez architektów Aljoszkina i Kruszjinskjego. Jest to stacja położona głęboko pod ziemią.
Pierwotnie stacja nosiła nazwę Przyjaźni między narodami (Дружби народів, Drużby narodiw) od pobliskiego bulwaru. 
Nazwa ta została zmieniona w maju 2023 ze względu na jej jednoznaczne skojarzenie ze sloganem sowieckiej propagandy. Spośród paru proponowanych wariantów jako nową nazwą wybrano nazwę Zwierzyniecka pochodząca od historycznego obszaru współczesnego Kijowa na którym w czasach Rusi Kijowskiej odbywały się polowania. 